# Bartol Felbinger
Bartol Felbinger (Cheb, Češka, 15. rujna 1785. – Zagreb, 17. veljače 1871.), zagrebački graditelj.
Najznačajniji je domaći graditelj u prvoj polovici 19. stoljeća, te istaknuti predstavnik arhitekture klasicizma u Zagrebu i kontinentalnoj Hrvatskoj. U Beču je radio kao zidarski pomoćnik kod F. Wipplingera te F. Zaunera, direktora Akademije likovnih umjetnosti, a zatim kao crtač na izgradnji dvorca Laxenburg. Nakon šest godina boravka u Beču, postao je vrhunski crtač arhitektonskih nacrta. U Zagreb je došao 1809. godine, od kada se javlja na svim većim javnim i brojnim privatnim projektima. 
Među brojnim njegovim radovima reprezentativnošću se osobito ističu nerealizirani projekti za đakovačku katedralu.

### Projekti i izvedbe
- kuća u Basaričekovoj 3 (1816.)
- dogradnja župne crkve u Đakovu (1819.)[1]
- kuća u Habdelićevoj 2 (1821.)
- pročelje ljekarne u Kamenitoj 9 (1823.)
- pregradnja ljetnikovca biskupa Alagovića u Novoj vesi 86 (1824.)
- dogradnja vlastite kuće u Radićevoj 70 (1820-24.)
- uglovnica u Mesničkoj 49 (1826.)
- zgrada na Trgu bana Jelačića 15 (1827.)
- dogradnja grkokatoličkog sjemeništa u Ćirilometodskoj (1827.) i kapele sv. Vasilija uz nju (1828.)
- skladišna zgrada u Kožarskoj (prije 1830., pripada kući u Radićevoj 32)
- škola u Opatičkoj 32 (1839.)
- dogradnja lječilišne zgrade u Varaždinskim Toplicama (1820.)
- općinska vijećnica u Samoboru (1824. – 26.)

### Nerealizirani projekti
- župna crkva u Novom Sadu (1812., izgubljen)
- katedrala u Đakovu (1817.)
- pregradnja dvorca Erdoedy u Jastrebarskom (1820., 1822.)
- adaptacija gradske vijećnice kraj kazališta (1823., izgubljen)
- zgrada Zagrebačke županije na Markovu trgu (1841., izgubljen)
- projekti za Dvorac Januševec (1830.)

### Atribuirani projekti
- župna crkva u Glini (1824. – 26.)
- trijem na ulazu u Jurjevsko groblje (1825. – 27.)
- kuća u Opatičkoj 16 (1824.)
- kuća na Markovićevu trgu 1 (1826.)
- kuća u Vlaškoj 40 (1826. – 29.)
- kuća na Tuškancu 100 (1826. – 29.)
- kuća u Opatičkoj 23 (1826. – 29.)
- trijem i ulični portal na palači Magdalenić-Drašković u Demetrovoj 7 (1834.)
- kuća u Demetrovoj 9 (1832. – 33.)

### Izvedbe
- Palača Dömötörffy u Radićevoj 32 (1815.)
- kuća u Opatičkoj 18 (1838.)
- zgrada u Ilici 44 (1844.)

## Vanjske poveznice
- Felbinger, Bartol Hrvatska tehnička enciklopedija, portal hrvatske tehničke baštine. LZMK